# Mar de Aral
O mar de Aral foi um lago de água salgada, localizado na Ásia Central, entre as províncias de Aqtöbe e Qyzylorda (ao norte), e a região autônoma usbeque de Caracalpaquistão (ao sul). O nome (em português, mar das Ilhas) refere-se à grande quantidade de ilhas presentes em seu leito (mais de 1500). Este já foi o quarto maior lago do mundo com 68 000 km² de superfície e 1100 km³ de volume de água, mas tem encolhido gradualmente desde os anos 1960 após projetos de irrigação soviéticos terem desviado os rios que o alimentam. Em 2007 já havia se reduzido a apenas 10% de seu tamanho original, e em 2010 estava dividido em três porções menores, em avançado processo de desertificação.
A outrora próspera indústria pesqueira foi praticamente destruída, provocando desemprego e dificuldades económicas. A região também foi fortemente poluída, com graves problemas de saúde pública como consequência. O recuo do mar também já terá provocado uma mudança climática local com verões cada vez mais quentes e secos, e invernos mais frios e longos.
Está em curso uma iniciativa no Cazaquistão para salvar e recuperar o norte do mar de Aral. Como parte desta iniciativa, foi concluída uma barragem em 2005, e, em 2008, o nível da água já havia subido doze metros em comparação ao nível mais baixo, registrado em 2003. A salinidade caiu, e os peixes são encontrados em número suficiente para tornar a pesca viável. No entanto, as perspectivas para o mar remanescente do sul permanece sombria, tendo sido chamado de "um dos piores desastres ambientais do planeta".

## Formação
O lago localiza-se numa bacia hidrográfica endorreica, isto é, onde as águas das precipitações e rios correm para uma depressão no solo, um ponto fechado onde se acumulam.
No período Terciário (68 a 1,8 milhão de anos atrás) provavelmente aquela depressão estava conectada ao mar Cáspio, ao mar Negro, e a outros lagos próximos de mesma origem geológica e também de formação endorreica. Durante o Pleistoceno (de 1,8 milhão até 20 mil anos atrás) certamente ocorreu a separação e o isolamento final do mar de Aral, porém ele continuou a ser alimentado simultaneamente com as águas dos rios Amu Dária e Sir Dária, tornando-o um verdadeiro oásis no deserto da Ásia Central. Com o tempo, a água do lago passou a concentrar todo o sal trazido pelos rios, uma vez que a água acumulada continuou o seu ciclo, evaporando por milhares de anos.

### Afluentes
As nascentes dos dois rios afluentes ficam nas altas montanhas do sistema do Himalaia e distanciam cerca de 2.000 km da foz. Durante toda esta extensão, os rios cortam quatro países (a saber: Afeganistão, Tajiquistão, Turcomenistão e Usbequistão), sendo uma preciosa fonte de recursos naturais, com grande variedade biológica, em meio ao clima desértico. A indústria pesqueira era a principal atividade econômica da região.
No século XX os dois rios passaram a receber lixo, esgoto e poluentes com o desenvolvimento das comunidades próximas, e foram alvo de sucessivas drenagens pelo governo soviético das repúblicas da Ásia Central. A partir de 1920 o fluxo dos rios diminuiu consideravelmente.

## História

### Exploração humana inicial

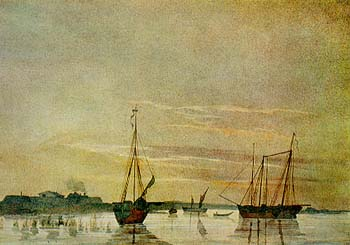
Primeiros navios russos no mar de Aral, por Taras Shevchenko, 1848

A presença militar russa no mar de Aral começou em 1847, com a fundação da Raimsk, que logo foi rebatizado Aralsk, perto da foz do Sir Dária. Logo, a Marinha Imperial Russa começou a implantar os seus navios no mar. Devido à bacia do mar de Aral não estar ligada a outros corpos de água, os navios tiveram que ser desmontados em Oremburgo, no rio Ural, enviados por via terrestre para Aralsk (presumivelmente por uma caravana de camelos), e então remontados. Os dois primeiros navios, montados em 1847, eram as escunas de dois mastros chamado Nikolai e Mikhail. O primeiro foi um navio de guerra, enquanto o último um mercante que servia para o estabelecimento da pesca no lago grande. Em 1848, estes dois navios pesquisaram a parte norte do mar. No mesmo ano, um grande navio de guerra, Constantino, foi também montado. Comandado pelo tenente Alexei Butakov, o Constantino concluiu o levantamento de todo o mar de Aral em dois anos. O exilado poeta e pintor ucraniano Taras Shevchenko participou da expedição, e pintou uma série de esboços da costa do mar de Aral.
Para a navegação, em 1851, dois navios recém-construídos chegaram da Suécia, novamente através de caravanas até Orenburg. Como os levantamentos geológicos não tinham encontrado nenhum depósito de carvão na região, o Governador Militar, General de Orenburg Vasily Perovsky ordenou "tão grande quanto possível o fornecimento" de Haloxylon (um arbusto do deserto, parecido com o arbusto de creosoto), a ser recolhida em Aralsk para uso pelos novos vapores. Infelizmente, a madeira do Haloxylon não resultou num combustível muito apropriado, e nos últimos anos a frota de Aral foi provisionada, a um custo substancial, pelo carvão da bacia Donets 

### O encolhimento

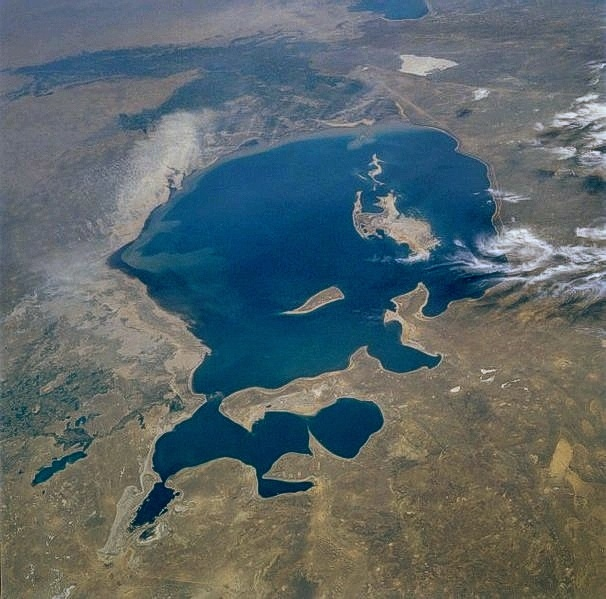
O mar de Aral visto do espaço em 1985

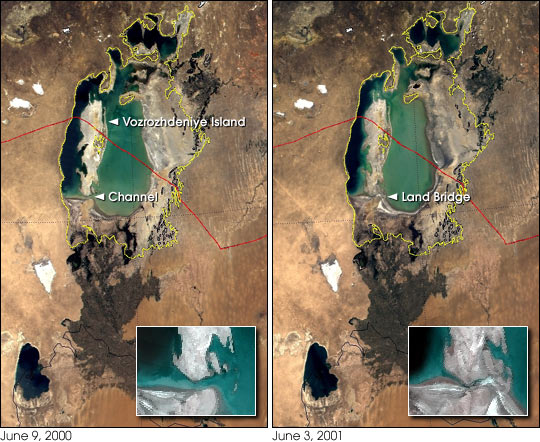
Momento em que a ilha Vozrojdenia, originalmente no centro do Aral, se converte em uma península (fim de 2000-começo de 2001)

O governo soviético começou a desviar parte das águas dos rios que alimentavam o mar de Aral, o Amu Dária (ao sul) e o Sir Dária (no nordeste) em 1918. Com o fim da I Guerra Mundial havia a necessidade de aumentar a produção de alimentos, tais como arroz, cereais e melões. Havia também planos de se produzir algodão no deserto próximo ao lago; o algodão sempre valorizado era chamado “ouro branco”.
Nos anos 40 acelerou-se a construção dos canais de irrigação que captavam água dos afluentes do mar de Aral. O conhecimento rudimentar da técnica e engenharia produziu canais ineficientes (mal construídos), e havia perda de até 75% de toda água captada em vazamentos e evaporação.
No início, a irrigação das plantações consumia aproximadamente 20 km³ de água a cada ano, porém, em ritmo crescente. Já na década de 1960, a maior parte do abastecimento de água do lago tinha sido desviado e o mar de Aral começou a perder tamanho. De 1961 a 1970 o lago baixou 20 cm por ano, e essa taxa cresceu 350% até 1990. Em 1987, a redução contínua do nível da água levou ao aparecimento de grandes bancos de areia, causando uma separação em duas massas de água, formando o Aral do Norte (ou Pequeno Aral) e o Aral do Sul (ou Grande Aral).
A quantidade de água retirada dos rios que abasteciam o mar de Aral duplicou entre 1960 e 2000, assim como a produção de algodão. No mesmo período, o Usbequistão tornou-se o 3º maior exportador de algodão do mundo. Como consequência da redução do volume de água, a salinidade do lago quase quintuplicou e matou a maior parte de sua fauna e flora naturais. A próspera indústria pesqueira faliu, assim como as cidades ao longo das margens. Houve desemprego e dificuldades econômicas.
As poucas águas do mar de Aral também ficaram fortemente poluídas, em grande parte como resultado de testes com armamentos e projetos industriais, e o uso maciço de pesticidas e fertilizantes. As pessoas passaram a sofrer com a falta de água doce e as culturas na região estão sendo destruídas pelo sal depositado sobre a terra. Nos últimos anos, o vento tem soprado sal a partir do solo seco e poluído, e causado danos à saúde pública. Há também relatos de alterações climáticas na região, com verões cada vez mais quentes e secos, e invernos mais frios. A situação do mar de Aral e sua região é descrita como a maior catástrofe ambiental da história.
Há duas vertentes que pretendem explicar o processo de desertificação:
1. Fenômeno Natural: o mar de Aral estaria morrendo naturalmente devido a fatores climáticos e geológicos (vertente defendida oficialmente pelo governo soviético no início do fenômeno);
2. Fenômeno Antropogênico: o desvio das águas dos rios que desembocam no mar de Aral estaria causando o problema (vertente consensual defendida atualmente).

Alguns peritos do governo soviético consideraram, na época, como “erro da natureza” o que estava acontecendo com o Aral. Um engenheiro soviético declarou, em 1968, que era “óbvio para todos que a evaporação do mar de Aral era inevitável”, confirmando a tese de causas naturais. Contudo, já se sabia das manobras da União Soviética com as águas e das prováveis consequências das ações. Um outro membro do governo soviético, o engenheiro Aleksandr Asarin, salientou que o lago estava condenado, explicando que aquilo “fazia parte dos planos quinquenais, aprovado pelo Conselho de Ministros e do Politburo. Ninguém, de menor patente, ousaria dizer uma palavra contradizendo os planos”. Tal afirmação, em 1964, contribui com a certeza de que o perecimento do lago não foi uma surpresa para os soviéticos, pois eles esperavam que ela acontecesse muito antes.
| A evolução do mar de Aral | A evolução do mar de Aral | A evolução do mar de Aral | A evolução do mar de Aral | A evolução do mar de Aral |
| Década                    | Fluxo registrado          | Redução do nível          | Superfície                | Volume                    |
| ------------------------- | ------------------------- | ------------------------- | ------------------------- | ------------------------- |
| 1951-1960                 | 56,0 km³.ano−1            | ~ 0 cm.ano−1              | 67 100 km²                | 1 083,0 km³               |
| 1961-1970                 | 43,5 km³.ano−1            | 22 cm.ano−1               | 60 200 km²                | 950,6 km³                 |
| 1971-1980                 | 16,7 km³.ano−1            | 58 cm.ano-1               | 50 800 km²                | 628,4 km³                 |
| 1981-1990                 | 4,2 km³.ano−1             | 68 cm.ano−1               | 36 500 km²                | 328,6 km³                 |

### Produção local
O mar de Aral abrigou uma indústria pesqueira considerável que, no seu auge, empregava cerca de 40 mil pessoas e produzia 1/6 de todo o pescado da União Soviética. Ainda é possível encontrar os restos dessa época de farta produção. O leito do lago, sem água, transformou-se num cemitério para as grandes embarcações que operavam na pesca. Além do pescado, a região deixou de produzir 500.000 peles de rato-almiscarado por ano, uma vez que a caça predatória e a escassez de água contribuíram para o desaparecimento do animal dos deltas do Amu Dária e do Sir Dária.

## Situação atual

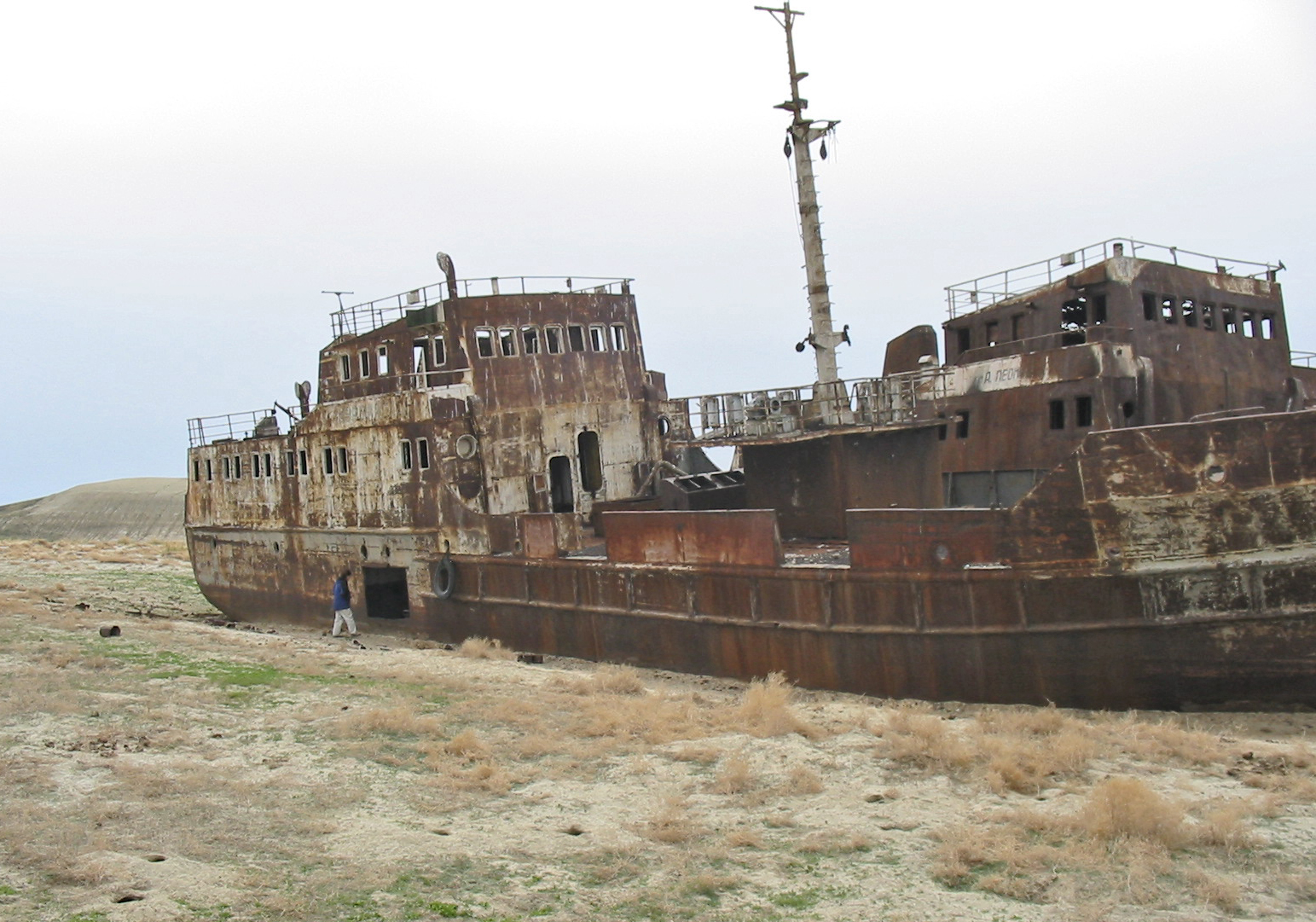
Embarcação abandonada perto do antigo porto de Aral, Cazaquistão

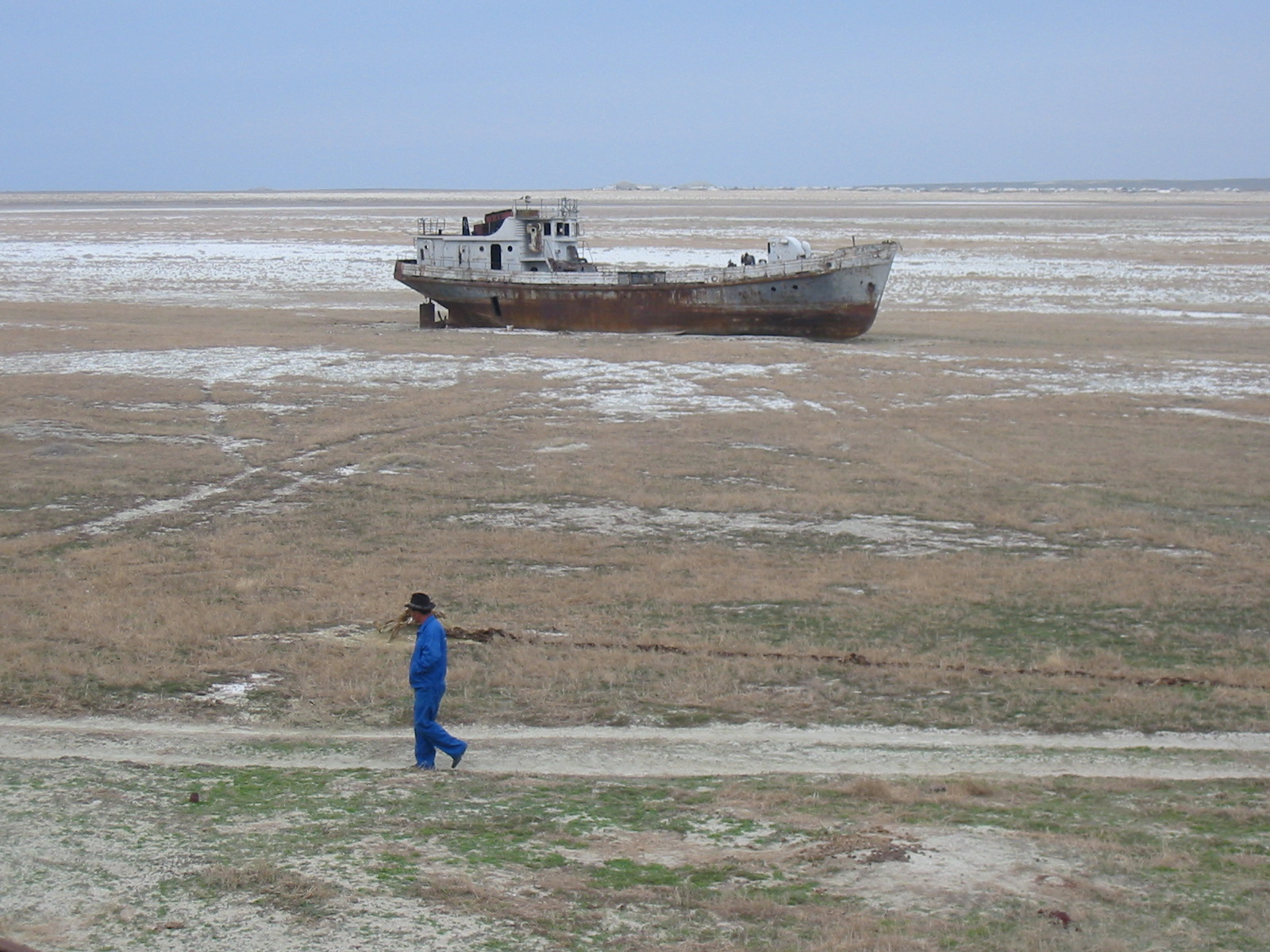
O lago deu lugar ao Aralkum, um deserto de sal e poluentes sólidos

Entre 1960 e 2018, a superfície do lago foi reduzida em 90% e o seu volume em 93%, deixando no seu lugar um grande deserto rico em sal.
Em 1960 o mar de Aral era o quarto maior lago do mundo, com uma área aproximada de 68 000 km ², e um volume de 1 100 km ³. Em 1998, caiu para 28 687 km ², o oitavo maior lago do mundo. Durante o mesmo período, a salinidade do mar aumentou cerca de 10 g/l para cerca de 45 g/l.
Em 1987 a redução gradual dos níveis de água acabou dividindo o lago em dois volumes separados de água, ao norte do mar de Aral e ao sul do mar de Aral, o último, por sua vez, dividido na zona central e na porção ocidental. Embora um canal tenha sido construído para ligar o norte e o sul, a conexão foi perdida em 1999 devido à queda cada vez mais acentuada do nível das águas.
No entanto, foram feitas obras para preservar o norte do mar de Aral, incluindo-se a construção de barragens para garantir a preservação de um fluxo constante de água doce. Em outubro de 2003, o governo do Cazaquistão anunciou um plano para construir uma barragem de concreto, a barragem Kokaral chamado para separar as duas metades do mar de Aral, de modo que pudesse aumentar o nível de água nesse pedaço de terra original e reduzir os níveis de salinidade, o objetivo foi alcançado em 2007. Por razões econômicas, o sul do mar de Aral foi abandonado a sua sorte. Em sua agonia, está deixando enormes planícies de sal, que produzem tempestades de areia, que chegam a lugares distantes como o Paquistão e o Ártico,e fazem os invernos mais frios e os verões mais quentes Uma das tentativas para atenuar esses efeitos é a plantação de vegetação no fundo do mar antigo, a terra agora..
No verão de 2003 o sul do mar de Aral estava desaparecendo mais rápido do que o previsto. A superfície está apenas 30,5 metros acima do nível do mar (3,5 metros menor do que planejado no início dos anos 90), e a água tem uma salinidade 2,4 vezes maior do que o oceano. Nas partes mais profundas do mar, as águas mais baixas tem maior concentração de sal do que as águas superficiais, formando dois tipos de água que não se misturam uns com os outros. Portanto, apenas o aquecimento da superfície do mar no verão e se evapora mais rapidamente do que o esperado. Estimativas baseadas em dados recentes, a parte ocidental do mar de Aral Sul vai desaparecer nos próximos quinze anos (2003), enquanto a parte oriental poderia ser mantida, de forma precária, por tempo indeterminado.
O ecossistema do mar de Aral e dos deltas dos rios que desaguam nele está praticamente destruído, em grande parte pela alta salinidade. Além da terra em torno do mar ser muito poluída, as pessoas que vivem na região sofrem de escassez de água doce, juntamente com vários problemas de saúde. A contração do mar fez extensas planícies cobertas com sal e produtos químicos tóxicos, que são levadas pelo vento para as áreas habitadas. A população perto do mar de Aral tem uma alta incidência de certas formas de câncer e doenças pulmonares, entre outras doenças, possivelmente devido a alterações no DNA culturas tradicionais também estão sendo destruídas por depósitos de sal na terra. A cidade de Moinaque no Usbequistão no passado foi um movimentado porto da indústria pesqueira que empregava cerca de 60.000 pessoas. Hoje a cidade está longe muitas milhas da costa nova. Os barcos de pesca estão encalhados em terra nas planícies que foram outrora o fundo do mar. Muitos desses barcos estão abandonados há mais de vinte anos. A única empresa pesqueira que continua na região se encarrega de importar peixes do oceano Pacífico, a milhares de quilômetros.
A tragédia do mar de Aral foi contada no filme Psy (Псы, "Dogs"), Dmitri Svetozarov (URSS, 1989). O filme foi gravado em uma das cidades fantasmas da costa, entre os edifícios e navios abandonados.
Em 2005, foi concluída a Barragem de Kokaral, um dique de 12 km de comprimento, no Cazaquistão, com o objetivo de reduzir a quantidade de água que jorra para a porção sul do lago. O projeto contou com o apoio do Banco Mundial e custou US$ 87 milhões. Também foram realizadas melhorias nos canais do rio Sir Dária, o que ampliou o fluxo de água para a parte norte do Mar de Aral. Com o aumento no nível do lago, a produção pesqueira saltou de 1.360 toneladas, em 2006, para 7 106 toneladas, em 2016. Há um novo projeto de ampliar o tamanho do dique, o que poderia aumentar o volume de água da porção norte em 50%. 
Em torno de 2,7 bilhões de metros cúbicos de água transbordam da barragem de Kokaral para a parte sul do Mar de Aral, todos os anos. No entanto, a evaporação dessa água impede o aumento do nível do sul do lago. A necessidade econômica do rio Amu Dária para irrigação da produção de algodão no Usbequistão tem impedido a realização de projetos para a recuperação do sul do lago. Essa porção é constituída por uma faixa de água no oeste e uma bacia seca no leste.

## Possíveis soluções

Animação do estado do mar de Aral

O futuro do mar de Aral é incerto. Não se sabe se é possível, viável e necessário recuperá-lo. Há diversas sugestões no sentido de ajudar em sua recuperação, tais como:
- Melhorar a eficiência dos canais de irrigação;
- Instalar estações de dessalinização de água;
- Instruir os agricultores a usar menos as águas dos rios;
- Plantar cultivares de algodão que necessitem de menos água;[27]
- Usar menos produtos químicos nas plantações;
- Reduzir o número de fazendas de algodão próximas ao lago e afluentes;
- Construir barragens para encher o mar de Aral;
- Desvio de água dos glaciares da Sibéria para repor a água perdida do Aral;[28]
- Redirecionar a água dos rios Volga, Ob e Irtich. Assim, se levaria de 20 a 30 anos para restaurar sua antiga dimensão, a um custo provável de US$50 bilhões;[29]
- Diluir a água do Aral com água do oceano e do mar Cáspio, através de bombas e gasodutos.[30]

## Instalações de armas biológicas
Em 1948 se construiu um laboratório secreto de armas biológicas soviético na ilha localizada no meio do mar de Aral,, na ilha Vozrojdenia (Renascença), que agora é uma península, e é um território contestado entre o Cazaquistão e Usbequistão. Os detalhes sobre a história, funções e status atual desses recursos não foram divulgados. A base foi abandonada em 1992 depois da desintegração do exército soviético. Várias expedições científicas demonstraram que o local era usado para a produção, análise e eliminação de armas biológicas. Estes foram limpos, graças a um projeto internacional conjunto para limpar os aterros, particularmente aqueles de Anthrax,, é possível que esta seja a origem do Antraz (ou carbúnculo, às vezes erroneamente denominado antrax) dos ataques com antraz, em 2001.

## Desenvolvimento econômico
Ergash Shaismatov, vice-primeiro-ministro do Usbequistão, anunciou em 30 de agosto de 2006 que o governo do Usbequistão e um consórcio internacional composto por Uzbekneftegaz, LUKoil, a Petronas, Korea National Oil Corporation e da China National Petroleum Corporation assinaram um acordo de participação e produção para explorar e desenvolver depósitos de petróleo e gás no mar de Aral. O consórcio foi criado em setembro de 2005.

## Galeria de imagens

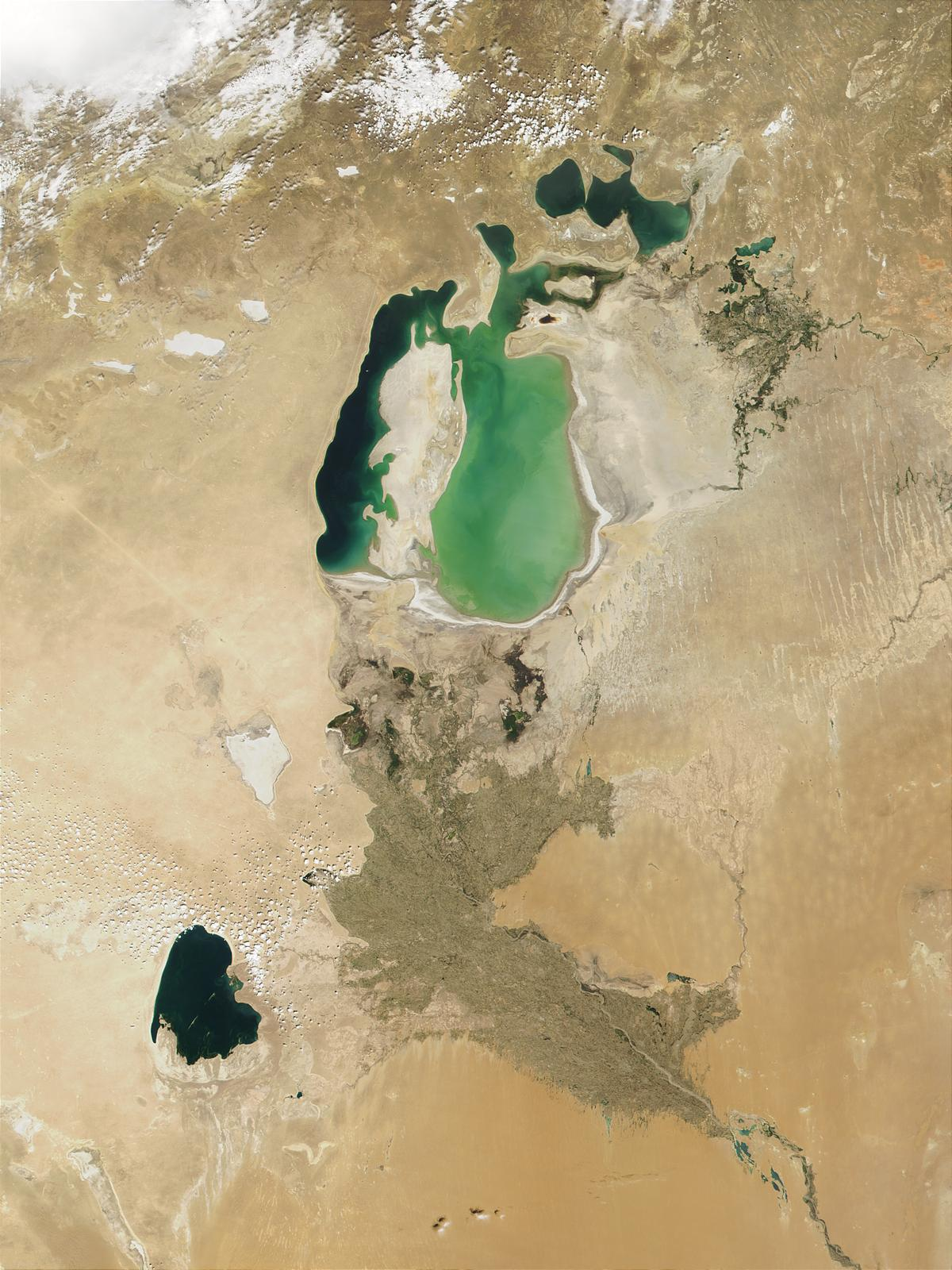
O lago visto do espaço, em 2001
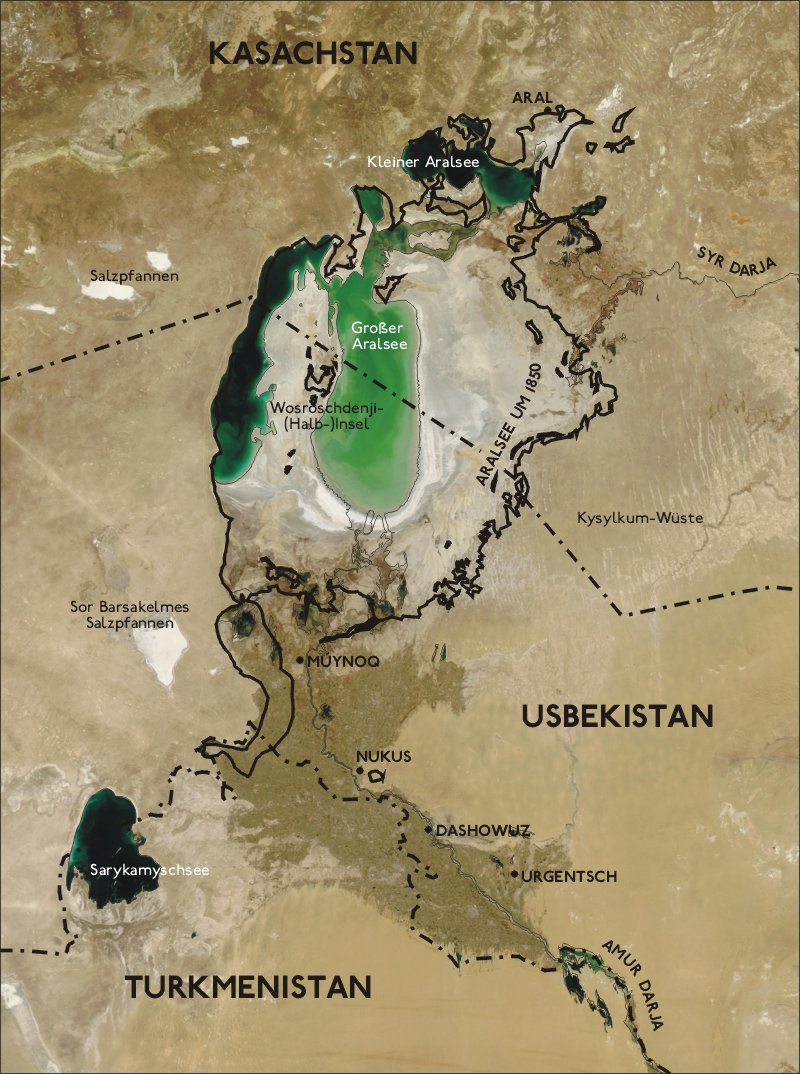
Foto do Aral de 2004, com a delineação original do lago (1850, na tarja preta)
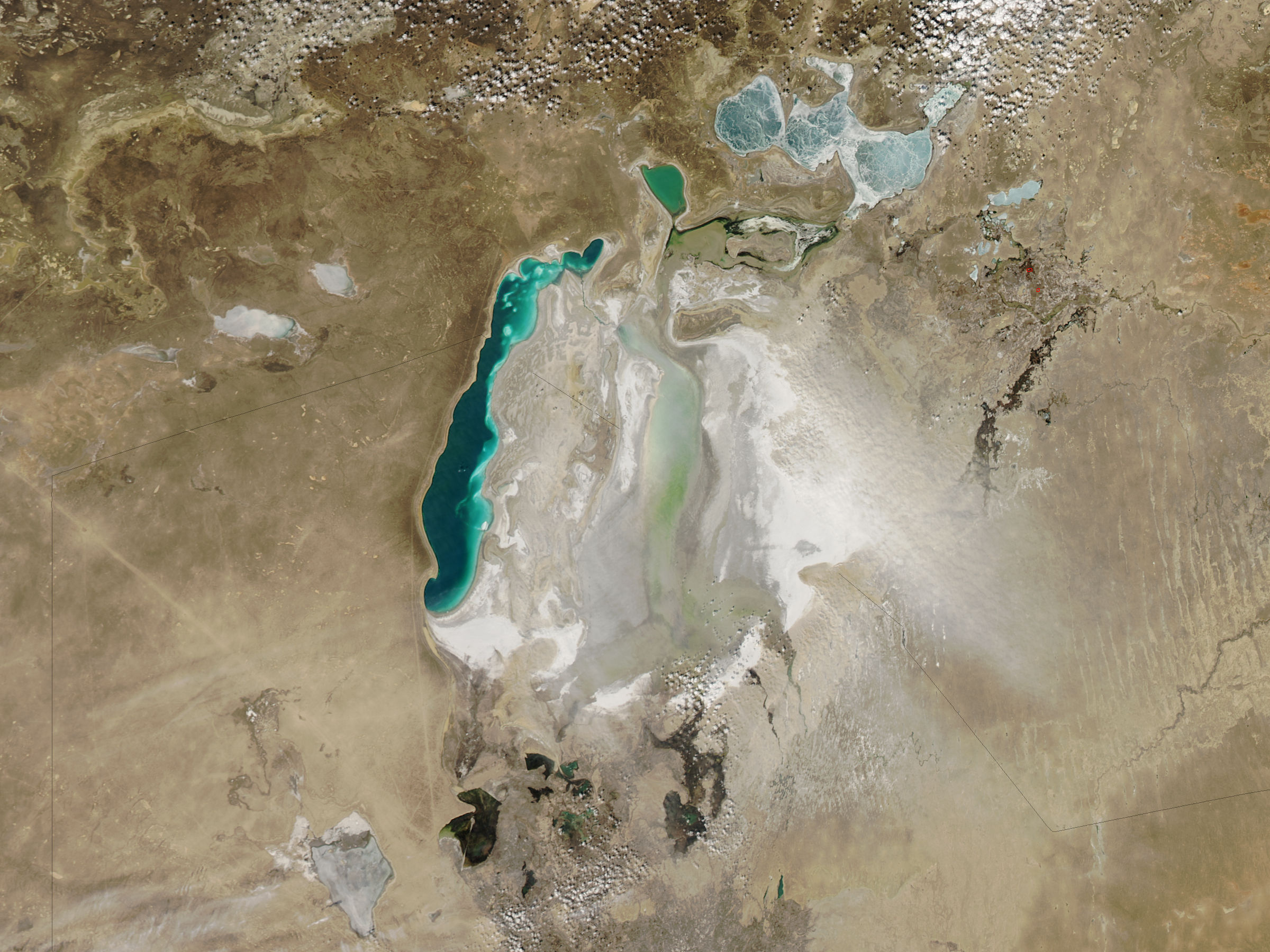
Tempestade de areia no mar de Aral, março de 2010
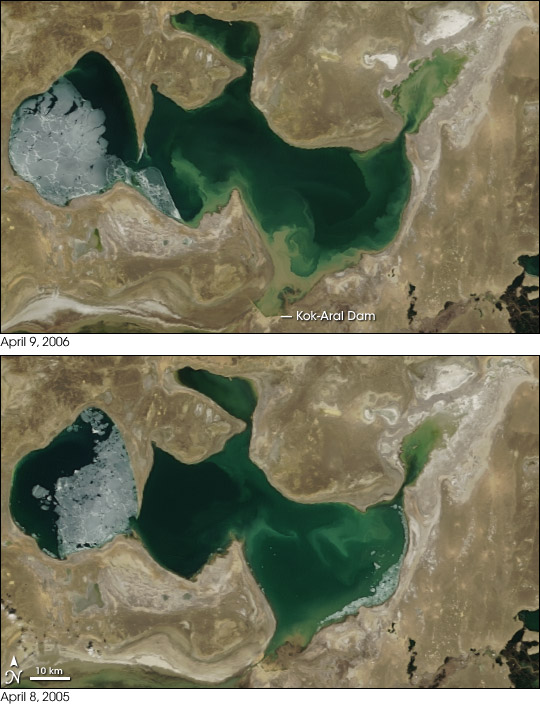
Antes e depois da construção de um dique para conter o Aral do Norte

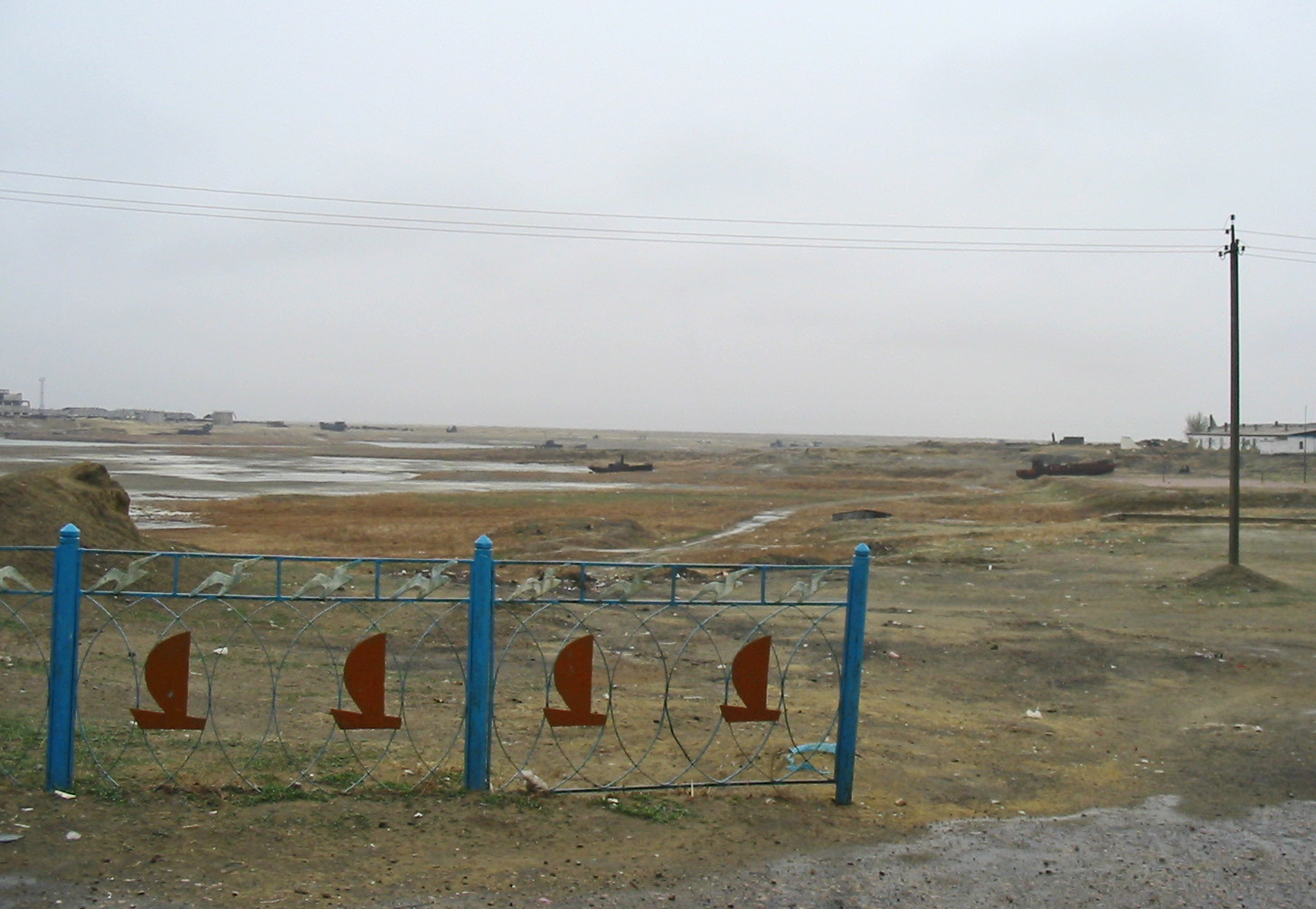
Antigo porto, atualmente abandonado
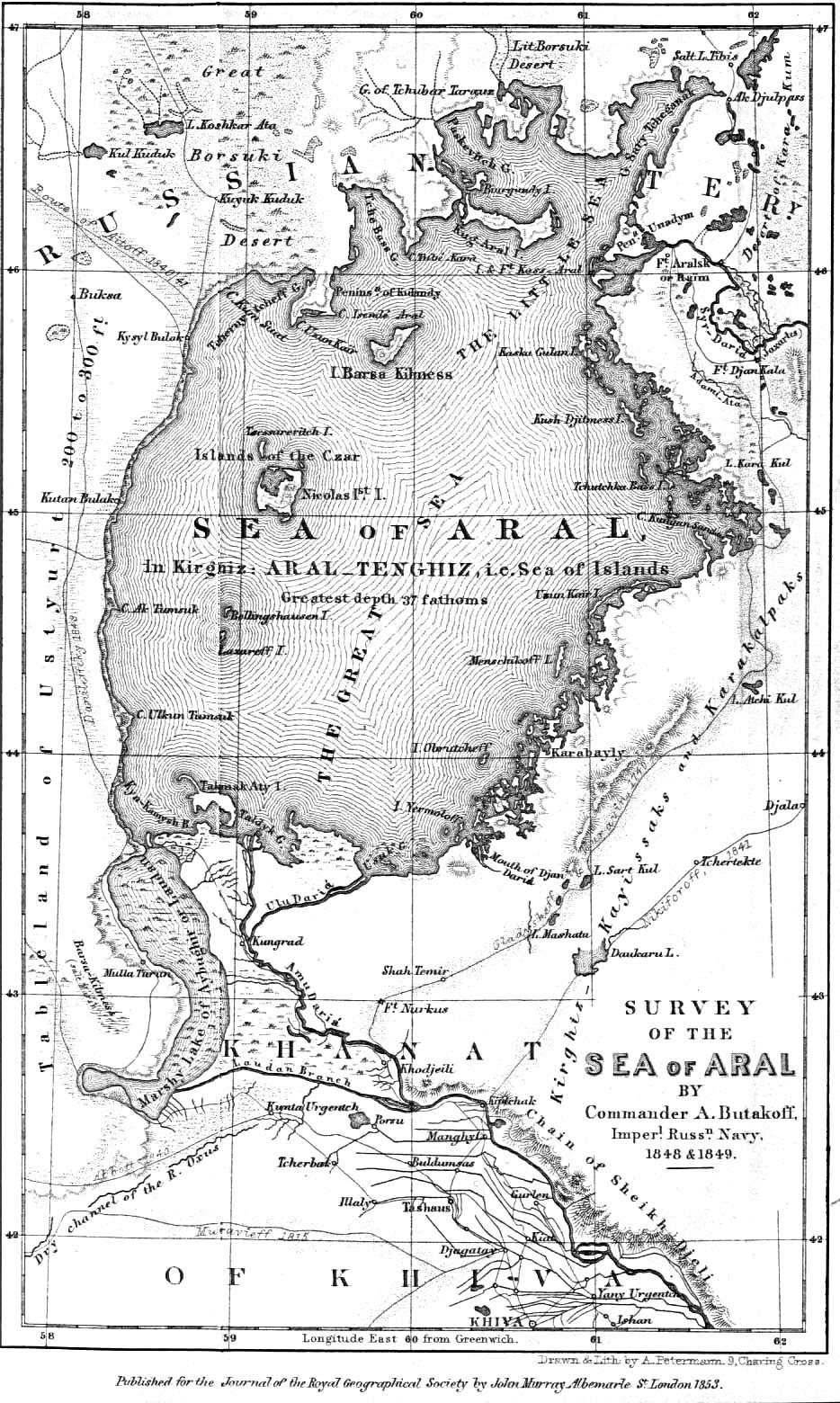
Mapa do mar de Aral em 1853